# Oberer Lindenplatz
Der Obere Lindenplatz ist ein Platz in der oberbayerischen Kurstadt Bad Reichenhall.

## Beschreibung

Ensemble Alte Saline mit Oberem und Unterem Lindenplatz

Der Obere Lindenplatz ist ein Platz in der oberbayerischen Kurstadt Bad Reichenhall. Er schließt südlich an die Alte Saline und nördlich an das Ensemble Obere Stadt an. 
Oberer Lindenplatz ist zudem die Straßenbezeichnung von vier direkt an den Platz grenzenden Häusern, diese sind fortlaufend gegen den Uhrzeigersinn nummeriert. Der Platz selbst ist nur für Fußgänger freigegeben und hat eine Fläche von 1100 m². Mit Kinderspielplatz und Straßen misst die Fläche des Oberen Lindenplatzes insgesamt etwa 3500 m².
Der Platz hat seinen Namen von der Pflanzengattung der Linden und ist größtenteils gekiest.
Der Obere Lindenplatz ist Teil des Ensembles Alte Saline. Die denkmalgeschützten Häuser mit der Adressbezeichnung Oberer Lindenplatz zählen jedoch schon zum Ensemble Obere Stadt, die Grenze verläuft entlang der südlichen Straße des Oberen Lindenplatzes.

## Geschichte
Der Obere Lindenplatz entstand nach dem großen Stadtbrand von 1834. In der Nacht vom 8. auf den 9. November war das Dach des Karl-Theodor-Sudhauses in Brand geraten, nachdem sich brennender Ruß auf das hölzerne Grabendach des Sudhauses gelegt hatte. In der Folge breitete sich der Brand auf die gesamte Stadt aus. Nach dem Brand lag etwa ¾ der Stadt in Trümmern, darunter auch die Saline mit Hauptbrunnhaus, Sudhäusern und Verwaltungsgebäuden. Nur 24 der 302 Häuser der Stadt wurden verschont, etwa ein Dutzend Menschen starben, 2500 galten als obdachlos.
Im Zuge des Wiederaufbaus der Stadt und der Saline lag das Hauptaugenmerk auf der Soleleitung. Bereits zwei Tage nach dem Ende des Brandes, am 11. November 1834, floss wieder Sole durch die hölzernen Deicheln zu den Filialsalinen in Traunstein und Rosenheim, die in den Jahren nach dem Brand die Hauptlast der bayerischen Salzproduktion – einer wichtigen Geldquelle des Königreichs – trug.
Neben der Funktionalität sollten die neuen Salinengebäude nach dem Willen König Ludwig I. auch einen repräsentativen Charakter und einen großzügigen, geometrischen Grundriss haben. Er spendete 10.000 Gulden aus seinem Privatvermögen zum Neubau der Saline, die nach Plänen von Friedrich von Schenk und Joseph Daniel Ohlmüller neu erbaut wurde. Den Beamtenstock gegenüber der neuen, heute Alten Saline entwarf Friedrich von Gärtner. Große Abstandsflächen zwischen allen Produktionsgebäuden der Saline, die breite Salinenstraße sowie der Obere und der Untere Lindenplatz sollten im Falle eines erneuten Brandes das Übergreifen der Flammen auf andere Salinengebäude oder Häuser der Stadt durch großzügige Sicherheitsabstände verhindern oder wenigstens erschweren.
Mit dem Bau des Beamtenstocks wurde 1836 begonnen, der Grundstein für das neue Hauptbrunnhaus der Saline wurde 1838 gelegt. 1844 nahm das erste Sudhaus am Unteren Lindenplatz den Betrieb auf, das letzte am Oberen Lindenplatz erst 1851.
Am Oberen Lindenplatz befand sich eine Erinnerungstafel des Verbands der Heimkehrer für die 89 im Zweiten Weltkrieg vermissten Reichenhaller Soldaten.

## Baudenkmäler
| Adresse              | Name     | Beschreibung                                     | erbaut                      | Lage | Bild |
| -------------------- | -------- | ------------------------------------------------ | --------------------------- | ---- | ---- |
| Oberer Lindenplatz 1 | Wohnhaus | Eckbau mit Flachsatteldach und Putzgliederungen. | Anfang 19. Jahrhundert      | ▼    |      |
| Oberer Lindenplatz 2 | Wohnhaus | mit Flachsatteldach                              | im Kern 17./18. Jahrhundert | ▼    |      |
| Oberer Lindenplatz 3 | Wohnhaus | mit Satteldach und Putzgliederungen              | 1866, im Kern älter         | ▼    |      |

## Bodendenkmäler
Der Obere Lindenplatz liegt im Bereich eines großflächigen Bodendenkmals, das in die Denkmalliste von Bad Reichenhall eingetragen ist. In diesem Bereich, der sich über die gesamte historische Altstadt und die Saline erstreckt, befinden sich untertägige mittelalterliche und frühneuzeitliche Siedlungsteile.